# Volonté, opportunité et solidarité
Volonté, opportunité et solidarité (en espagnol : Voluntad, Oportunidad y Solidaridad ; abrégé VOS) est un parti politique guatémaltèque.

## Histoire
Volonté, opportunité et solidarité est enregistré devant la Tribunal suprême électorale en 2020. Le militant des droits des immigrants Marcos Antil est l'un des fondateurs du parti.
En 2020, l'Union nationale de l'espérance connaît une division interne entre les députés de l'opposition et les partisans de Sandra Torres, causée par des accusations de corruption et les mauvais résultats électoraux de Torres en 2019, ainsi que le soutien présumé de l'ancienne première dame au gouvernement de Alejandro Giammattei qui se reflète par ses actions sur les bancs du Congrès. La faction opposée à Torres l'a démet de ses fonctions de secrétaire général et l'expulse du parti en 2021. Cependant, le Tribunal électoral suprême statue en faveur de Torres et lui permet de continuer en tant que secrétaire général du parti.
Quelques jours après la décision du tribunal électoral, le groupe opposé à Sandra Torres annonce sa démission de l'Unité nationale de l'espérance, pour fonder le « Groupe d'opposition parlementaire », en référence à son opposition parlementaire au gouvernement Giammattei.
Le nouveau groupe parlementaire et le député Aldo Dávila approche par la suite le parti politique Volonté, opportunité et solidarité. Le 7 décembre 2022, le parti est enregistré officiellement auprès de l'organe électoral. 
Le 22 décembre 2022, l'ancien candidat à la présidentielle Manuel Villacorta rejoint le parti et est désigné comme candidat du parti à la présidence de la République le 26 février 2023, pour l'élection présidentielle de 2023.

## Résultats électoraux

### Élections présidentielles
| Année | Candidats         | Candidats          | Premier tour | Premier tour | Second tour | Second tour | Statut  |
| Année | Président         | Vice-président     | Voix         | %            | Voix        | %           | Statut  |
| ----- | ----------------- | ------------------ | ------------ | ------------ | ----------- | ----------- | ------- |
| 2023  | Manuel Villacorta | Jorge Mario García | 236 886      | 4,26         |             |             | Non élu |

### Élections législatives
| Année | Liste nationale | Liste nationale | Districts | Districts | Sièges  | +/- |
| Année | Voix            | %               | Voix      | %         | Sièges  | +/- |
| ----- | --------------- | --------------- | --------- | --------- | ------- | --- |
| 2023  | 186 411         | 4,47            | 178 750   | 3,99      | 4 / 158 | Nv  |